# 三国食货志
《三国食货志》是陶元珍在武汉大学历史系的毕业论文，发表于1934年，曾登载于《燕京学报》。该作品曾得到胡适、傅斯年的赞赏。
《三国食货志》是中国近代较为重要的三国时代经济史研究著作之一。全书以收集史料为主。

## 写作过程
陈寿写作的《三國志》有传无志，陶元珍在国立武汉大学就学时，遂以补三国食货志为毕业论文，得李剑农指导完成，上海商务印书馆在1935年出第一版，1989年台湾商务印书馆再版。

## 内容
三国食货志共有九篇：
- 第1篇 自序
- 第2篇 户口
- 第3篇 劳动
- 第4篇 土地
- 第5篇 农业
- 第6篇 货币与物价
- 第7篇 交通与都市
- 第8篇 工商业
- 第9篇 人民生活与国家财政

## 评论
- 陈绍闻等编著《中国经济史学要籍介绍》：“陶氏分类突破前人，注意到劳动、物价、工商业及人民生活；搜集的资料广泛，又均注明来源，并有考证；都是应予肯定的。”[6]